# Římskokatolická farnost Tochovice
Římskokatolická farnost Tochovice (latinsky Tochovicium) je územní společenství římských katolíků v Tochovicích a okolí. Organizačně spadá do vikariátu Písek, který je jedním z deseti vikariátů českobudějovické diecéze.

## Historie farnosti
Zdejší plebánie existovala již v roce 1311, po husitských válkách patřily Tochovice k bubovické a později k březnické farnosti. V roce 1837 zde vznikla expozitura, samostatná farnost byla zřízena roku 1858. Matriky jsou vedeny od roku 1772.

## Kostely a kaple na území farnosti
| Kostel (kaple)             | Místo               | Bohoslužby | Bohoslužby | Poznámka      |
| -------------------------- | ------------------- | ---------- | ---------- | ------------- |
| kostel sv. Martina z Tours | Tochovice           | neděle     | 11.15      | farní kostel  |
| kaple Nejsvětější Trojice  | Starosedlský Hrádek |            |            | zámecká kaple |

## Ustanovení ve farnosti
Administrátorem excurrendo je R.D. Metod Zdeněk Kozubík, O.Praem. z Březnice.